# Grzegorz Sudoł
Grzegorz Arkadiusz Sudoł (ur. 28 sierpnia 1978 w Nowej Dębie) – polski lekkoatleta, specjalizujący się w chodzie sportowym.
Trzykrotny olimpijczyk (Ateny 2004, Pekin 2008 i Londyn 2012), brązowy medalista mistrzostw świata oraz srebrny medalista mistrzostw Europy. Reprezentował Polskę w pucharze Europy w chodzie (medale w drużynie), a także w pucharze świata. Sportowiec jest absolwentem oraz pracownikiem naukowo-dydaktycznym Akademii Wychowania Fizycznego w Krakowie, trener klasy pierwszej PZLA w lekkoatletyce.

## Kariera
Na początku kariery sportowej zajmował się w biegami. Chodem sportowym zajął się w 1992, a na dużej imprezie międzynarodowej zadebiutował w 1996 zajmując siódme miejsce w mistrzostwach świata juniorów. Rok później uplasował się na dziesiątym miejscu podczas rozgrywanych w Lublanie juniorskiego czempionatu Starego Kontynentu – w tym samym sezonie zadebiutował w reprezentacji podczas pucharu świata w chodzie sportowym zajmując na dystansie 20 kilometrów odległe 70. miejsce. Przez pierwsze lata kariery startował głównie w chodzie na 20 kilometrów nie odnosząc większych sukcesów międzynarodowych, dopiero w 2002 zaczął występować także na dłuższym dystansie 50 kilometrów. Podczas mistrzostw Europy w Monachium (2002) w chodzie na 50 kilometrów był dziesiąty, a rok później został zdjęty z trasy przez sędziów na mistrzostwach świata. W swoim debiucie na igrzyskach olimpijskich zajął wysokie siódme miejsce w chodzie na 50 kilometrów. Na mistrzostwach globu w 2005 ponownie został zdyskwalifikowany przez sędziów. Dziesiąty zawodnik mistrzostw Europy w 2006 oraz dwudziesty pierwszy mistrzostw świata w 2007. W Pekinie drugi raz w karierze wystąpił na igrzyskach olimpijskich – długo znajdował się w czołówce chodu, jednak nie wytrzymał tempa, do tego wypadł mu z kieszeni żel energetyczny i ostatecznie zajął 9. miejsce. Tuż za podium – na czwartym miejscu – ukończył chód na 50 kilometrów podczas mistrzostw świata w 2009, jednak po dyskwalifikacji zwycięzcy tamtych zawodów Sergieja Kirdiapkina przesunął się na 3. miejsce. W 2010 został w Barcelonie wicemistrzem Europy w chodzie na 50 kilometrów – po tym sukcesie został nominowany w Plebiscycie Przeglądu Sportowego. Z powodu kontuzji musiał wycofać się po pokonaniu ponad 30 kilometrów chodu na 50 kilometrów podczas mistrzostw świata w Daegu (na 25. i 30. kilometrze Polak sklasyfikowany był na 3. miejscu). Po badaniach okazało się, że chodziarz naderwał mięsień przywodziciel uda.
W 2014 triumfował w chodzie na 10 000 metrów podczas halowych mistrzostw świata weteranów.
Wielokrotny medalista mistrzostw Polski seniorów ma w dorobku cztery złote medale w chodzie na 20 kilometrów (Rumia 2008, Bydgoszcz 2009, Bielsko-Biała 2012 i Kraków 2015) oraz trzy złota w chodzie na 50 kilometrów (Podiebrady 2002, Bad Deutsch Altenburg 2007, Dudince 2008). Sześć razy zwyciężał w halowych mistrzostwach kraju w chodzie na 5000 metrów (2005-2008, 2010 i 2013). Stawał na podium juniorskich mistrzostw Polski. W 2012 roku został międzynarodowym mistrzem Niemiec w chodzie na 50 kilometrów.
W 2010 odznaczony Srebrnym Krzyżem Zasługi.

## Osiągnięcia

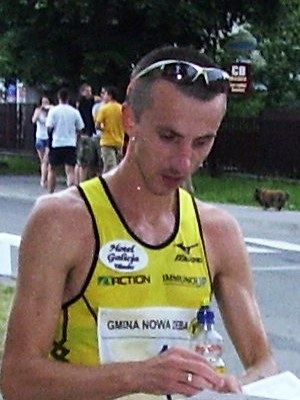
Grzegorz Sudoł podczas mistrzostw Polski w chodzie na 20 kilometrów w Nowej Dębie (2010)

| Rok  | Impreza                                | Miejsce              | Konkurencja               | Lokata      | Wynik    |
| ---- | -------------------------------------- | -------------------- | ------------------------- | ----------- | -------- |
| 1996 | Mistrzostwa świata juniorów            | Sydney               | chód na 10 000 m          | 7. miejsce  | 42:12,26 |
| 1997 | Mistrzostwa Europy juniorów            | Lublana              | chód na 10 000 m          | 10. miejsce | 44:33,35 |
| 1997 | Puchar świata w chodzie sportowym      | Podiebrady           | chód na 20 km             | 70. miejsce | 1:25:47  |
| 1999 | Puchar świata w chodzie sportowym      | Mézidon-Canon        | chód na 20 km             | 40. miejsce | 1:27:54  |
| 2000 | Puchar Europy w chodzie sportowym      | Eisenhüttenstadt     | chód na 20 km             | 27. miejsce | 1:25:02  |
| 2000 | Puchar Europy w chodzie sportowym      | Eisenhüttenstadt     | chód na 20 km (drużynowo) | 2. miejsce  |          |
| 2002 | Mistrzostwa Europy                     | Monachium            | chód na 50 km             | 10. miejsce | 3:54:35  |
| 2002 | Puchar świata w chodzie sportowym      | Turyn                | chód na 20 km             | –           | DNF      |
| 2003 | Puchar Europy w chodzie sportowym      | Czeboksary           | chód na 20 km             | 37. miejsce | 1:30:46  |
| 2003 | Mistrzostwa świata                     | Paryż                | chód na 50 km             | –           | DQ       |
| 2004 | Puchar świata w chodzie sportowym      | Naumburg             | chód na 20 km             | 49. miejsce | 1:26:12  |
| 2004 | Igrzyska olimpijskie                   | Ateny                | chód na 50 km             | 7. miejsce  | 3:49,09  |
| 2005 | Puchar Europy w chodzie sportowym      | Miszkolc             | chód na 20 km             | 9. miejsce  | 1:23:17  |
| 2005 | Mistrzostwa świata                     | Helsinki             | chód na 50 km             | –           | DQ       |
| 2006 | Puchar świata w chodzie sportowym      | A Coruña             | chód na 20 km             | 33. miejsce | 1:24:50  |
| 2006 | Mistrzostwa Europy                     | Göteborg             | chód na 50 km             | 10. miejsce | 3:53:33  |
| 2007 | Mistrzostwa świata                     | Osaka                | chód na 50 km             | 21. miejsce | 4:07:48  |
| 2008 | Puchar świata w chodzie sportowym      | Czeboksary           | chód na 20 km             | –           | DNF      |
| 2008 | Igrzyska olimpijskie                   | Pekin                | chód na 50 km             | 9. miejsce  | 3:47:18  |
| 2009 | Mistrzostwa świata                     | Berlin               | chód na 50 km             | 3. miejsce  | 3:42:34  |
| 2010 | Puchar świata w chodzie sportowym      | Chihuahua            | chód na 20 km             | 54. miejsce | 1:33:27  |
| 2010 | Mistrzostwa Europy                     | Barcelona            | chód na 50 km             | 2. miejsce  | 3:42:24  |
| 2011 | Puchar Europy w chodzie sportowym      | Olhão da Restauração | chód na 20 km             | 16. miejsce | 1:28:49  |
| 2011 | Mistrzostwa świata                     | Daegu                | chód na 50 km             | –           | DNF      |
| 2012 | Puchar świata w chodzie sportowym      | Sarańsk              | chód na 50 km             | –           | DNF      |
| 2012 | Igrzyska olimpijskie                   | Londyn               | chód na 20 km             | 24. miejsce | 1:22:40  |
| 2013 | Puchar Europy w chodzie sportowym      | Dudince              | chód na 50 km             | 5. miejsce  | 3:46:42  |
| 2013 | Puchar Europy w chodzie sportowym      | Dudince              | chód na 50 km (drużynowo) | 3. miejsce  |          |
| 2013 | Mistrzostwa świata                     | Moskwa               | chód na 50 km             | 6. miejsce  | 3:41:20  |
| 2014 | Puchar świata w chodzie                | Taicang              | chód na 20 km             | 62. miejsce | 1:24:29  |
| 2014 | Mistrzostwa Europy                     | Zurych               | chód na 50 km             | –           | DNF      |
| 2015 | Puchar Europy w chodzie sportowym      | Murcja               | chód na 50 km             | 9. miejsce  | 3:51:48  |
| 2016 | Drużynowe mistrzostwa świata w chodzie | Rzym                 | chód na 50 km             | 26. miejsce | 4:07:53  |

## Rekordy życiowe
| - Chód na 3000 m (bieżnia) – 11:21,32 (2013) - Chód na 3000 m (hala) – 11:25,93 (2005) - Chód na 5000 m (bieżnia) – 19:03,94 (6 czerwca 2014, Mielec) - Chód na 5000 m (hala) – 18:55,01 (7 stycznia 2005, Jekaterynburg) – 3. wynik w historii polskiej lekkoatletyki - Chód na 30 000 m (bieżnia) – 2:11:11,95 (12 marca 2011, Reims) | - Chód na 10 km – 39:01 (23 kwietnia 2005, Zaniemyśl) – 2. wynik w historii polskiej lekkoatletyki - Chód na 20 km – 1:20:46 (20 kwietnia 2013, Zaniemyśl) – 7. wynik w historii polskiej lekkoatletyki - Chód na 50 km – 3:41:20 (14 sierpnia 2013, Moskwa) – 3. wynik w historii polskiej lekkoatletyki |
| | |

## Progresja wyników w chodzie na 50 km
| Rok  | Czas (h:m:s) | Miejsce w tabelach krajowych | Miejsce w tabelach światowych | Źródło |
| ---- | ------------ | ---------------------------- | ----------------------------- | ------ |
| 2002 | 3:50:37      | 3.                           | 15.                           | [ 17 ] |
| 2003 | 3:55:40      | 3.                           | 44.                           | [ 17 ] |
| 2004 | 3:49:09      | 3.                           | 23.                           | [ 17 ] |
| 2006 | 3:50:24      | 2.                           | 20.                           | [ 17 ] |
| 2007 | 3:55:22      | 2.                           | 45.                           | [ 17 ] |
| 2008 | 3:45:47      | 1.                           | 11.                           | [ 17 ] |
| 2009 | 3:42:34      | 1.                           | 11.                           | [ 17 ] |
| 2010 | 3:42:24      | 1.                           | 2.                            | [ 17 ] |
| 2012 | 3:46:01      | 2.                           | 20.                           | [ 18 ] |
| 2013 | 3:41:20      | 1.                           | 8.                            | [ 19 ] |
| 2014 | 3:52:53      | 3.                           | 45.                           | [ 20 ] |
| 2015 | 3:51:48      | 4.                           | 43.                           | [ 21 ] |